# Lobelia gregoriana
Lobelia gregoriana Baker f., 1894 è una pianta appartenente alla famiglia delle Campanulacee, diffusa in Kenya e Uganda.

## Etimologia
L'epiteto specifico è un omaggio all'esploratore britannico John Walter Gregory (1864 – 1932), che raccolse i primi campioni della specie sul monte Kenya.

## Descrizione

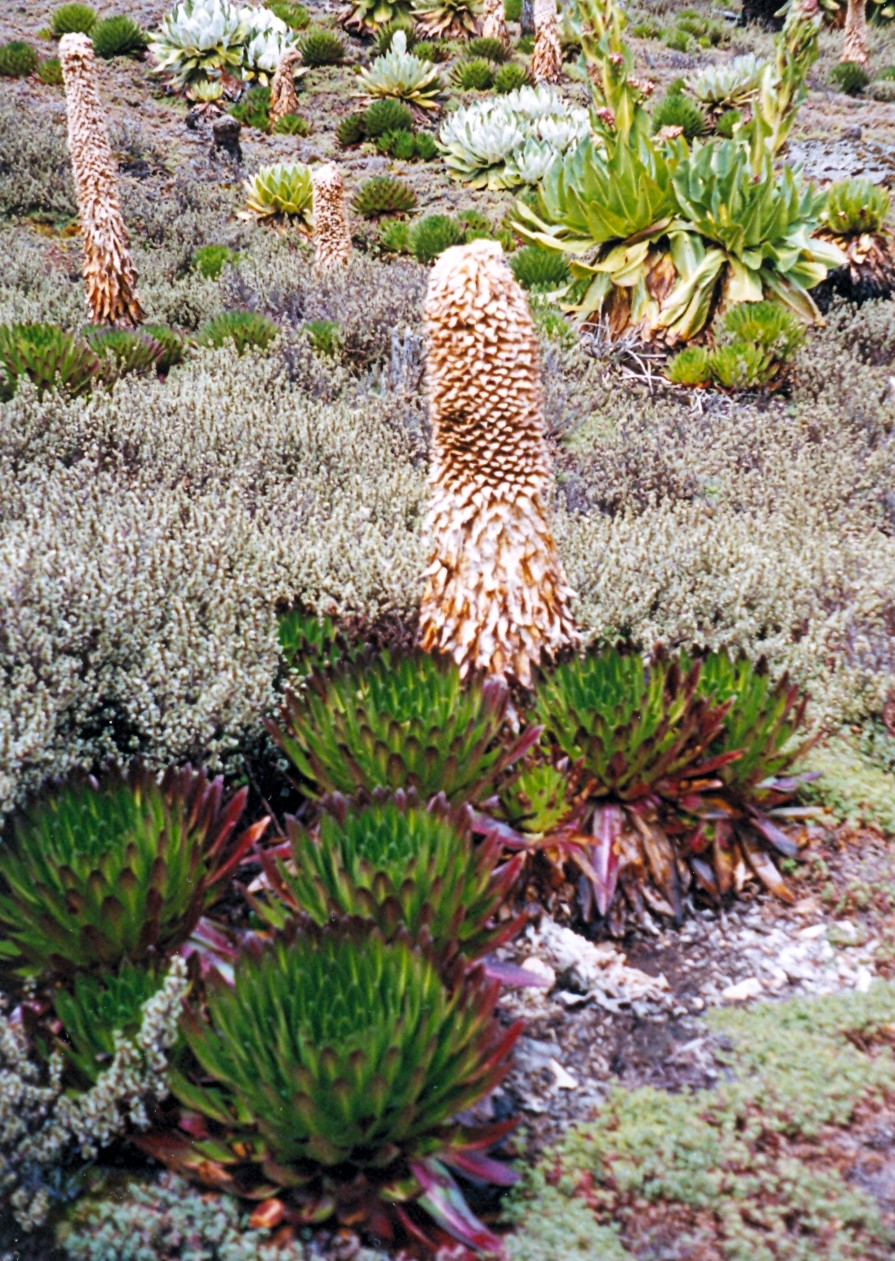
Rosette basali e infiorescenza, monte Kenya.

Questa pianta forma rosette foliari a sviluppo policarpico, cioè singoli esemplari si ramificano producendo multiple rosette. Dopo un numero variabile di anni di accrescimento, ogni singola rosetta produce una grande infiorescenza claviforme, contenente migliaia di semi, dopodiché muore. Grazie alla non simultaneità delle fioriture delle differenti rosette da cui è composto, un esemplare può sopravvivere anche per alcune decadi.

## Biologia
Durante la notte le foglie si richiudono verso il fusto centrale dell'infiorescenza e secernono piccole quantità di soluzione acquosa che ricopre le gemme. L'acqua gelando riveste con un sottile strato di ghiaccio i meristemi, proteggendoli dalle basse temperature. Tale strategia è frutto dell'adattarmento a condizioni climatiche caratterizzate da ampie escursioni termiche tra il giorno e la notte.
Lobelia gregoriana si riproduce per impollinazione ornitogama ad opera di diverse specie di uccelli tra cui la nettarinia di Johnston (Nectarinia johnstoni) e la sassicola di Erlanger (Pinarochroa sordida).

## Distribuzione e habitat
La specie è diffusa nelle aree afroalpine in Kenya e Uganda.

## Tassonomia
Questa entità su descritta come Lobelia gregoriana nel 1894 dal botanico inglese Edmund Gilbert Baker (1864–1949), sulla base di campioni raccolti sul monte Kenya dall'esploratore John Walter Gregory. Riesaminando l'olotipo della specie, ci si rese conto di alcuni errori materiali di etichettatura dei campioni raccolti, sulla base dei quali nel 1922 Fries and Fries considerarono Lobelia gregoriana come nomen rejiciendum, e, sulla base di un nuovo olotipo da loro raccolto, ribattezzarono la specie come Lobelia keniensis, denominazione accettata sino a qualche decennio fa. Una recente revisione di Thulin (1983) ha portato a ritenere illegittima la denominazione di Fries and Fries, in quanto il Codice internazionale per la nomenclatura botanica non consente di rigettare una denominazione originale quando sia possibile individuare un soddisfacente lectotipo. Ne consegue che la denominazione attualmente accettata sia tornata ad essere l'originaria L. gregoriana.
Sono note tre sottospecie:
- Lobelia gregoriana subsp. gregoriana - sottospecie nominale, endemismo del monte Kenya
- Lobelia gregoriana subsp. elgonensis (R.E.Fr. & T.C.E.Fr.) E.B.Knox - presente sul monte Elgon e sulle Cherangani Hills, Uganda e Kenya
- Lobelia gregoriana subsp. sattimae (R.E.Fr. & T.C.E.Fr.) E.B.Knox - endemismo dei monti Aberdare, Kenya